# Bernd Thiemann
Bernd Thiemann (* 5. Juli 1943 in Münster; † 28. Dezember 2022) war ein deutscher Manager. Er war von September 1981 bis Juni 1991 Vorstandsvorsitzender der Norddeutschen Landesbank und von Juni 1991 bis April 2001 Vorsitzender des Vorstands der Deutschen Genossenschaftsbank, die 2001 in der DZ Bank aufging.  

## Leben
Bernd Thiemann war der Sohn eines promovierten Volkswirts aus Münster und gehörte der römisch-katholischen Kirche an. Er absolvierte 1962 sein Abitur am  Gymnasium Paulinum in Münster. Danach studierte er Rechts- und Staatswissenschaften an den Universitäten Münster und Freiburg, legte 1970 das Zweite Staatsexamen ab und promovierte 1973 zum Dr. jur.
Während des Studiums machte Thiemann auch eine Banklehre und trat 1970 als Trainee beim Sparkassenverband Niedersachsen ein. 1971 kam er zur Sparkasse Osnabrück und wechselte noch im selben Jahr in den Vorstand der Kreissparkasse Meppen. 1973 übernahm er dort den Vorstandsvorsitz. 1976 wurde Thiemann Bankdirektor bei der Norddeutschen Landesbank (Nord/LB) und gelangte noch im selben Jahr in den Vorstand dieses Instituts. Ab September 1981 bekleidete Thiemann den Vorstandsvorsitz der Nord/LB. 
Von 1981 bis 1991 gehörte Thiemann auch dem Vorstand des Deutschen Sparkassen- und Giroverbands (DSGV) an. Seit 1988 war er Vizepräsident des DSGV und zeitweise als Nachfolger von DSGV-Präsident Helmut Geiger im Gespräch.
Im Juni 1991 verließ Thiemann die Nord/LB und war seither bis April 2001 Vorsitzender des Vorstands der Deutschen Genossenschaftsbank (DG Bank). Den Entschluss dazu hatte er bereits im Januar 1991 dem niedersächsischen Finanzminister Hinrich Swieter mitgeteilt. Thiemann war in den ersten Jahren seines Vorsitzes bei der DG Bank mit deren dringend notwendig gewordenen Sanierung beschäftigt, die er 1994 erfolgreich abschließen konnte. Seit 1995 war die DG Bank wieder in der Gewinnzone. 1998 erfolgte nach einem Beschluss des Deutschen Bundestages die Umwandlung der DG Bank in eine Aktiengesellschaft. Im März 2001 verkündete Bernd Thiemann seinen Rücktritt vom Vorsitz, um der geplanten Fusion der DG Bank mit der GZ Bank zur neuen DZ Bank nicht im Wege zu stehen.
Von 1992 bis 1998 war Thiemann Vorsitzender des Aufsichtsrats der SAP. Ab 2001 war er Aufsichtsratsvorsitzender bei EM.TV. Dieser Sanierungsfall wurde im Juli 2007 in EM.Sport Media AG umbenannt, bei der sich Leo Kirch beteiligte und aus der am 5. April 2009 die Constantin Medien AG hervorging.
Von 2004 bis 2006 war er auch Aufsichtsratsvorsitzender der Celanese AG und von 2010 bis 2014 Aufsichtsratsvorsitzender der Hypo Real Estate (HRE).
Thiemann hielt Mandate in zahlreichen weiteren Gremien der Wirtschaft, darunter die Mitgliedschaft im Aufsichtsrat der Thyssenkrupp Stainless AG, der Deutschen EuroShop AG, der VHV Vereinigte Hannoversche Versicherung a. G. und der IVG Immobilien. Er saß auch bis 2013 im Beirat der Würth-Gruppe, war im Kuratorium der Kestnergesellschaft tätig und führte den Vorsitz im Kuratorium der Guardini Stiftung.
Bei der M.M.Warburg & CO war Bernd Thiemann Mitglied seit 1999 im Aufsichtsrat und wurde ab Januar 2020 Aufsichtsratsvorsitzender des Unternehmens, nachdem Christian Olearius und sein Stellvertreter Max M. Warburg Jr. ihre Posten wegen Vorwürfen im Zusammenhang von Cum-Ex-Geschäften der Warburg Bank geräumt hatten. Zum Jahreswechsel 2021/22 wurde bekannt, dass Thiemann im Januar 2022 sein Aufsichtsratsmandat niederlegen wolle.
1981 wurde Bernd Thiemann von Kardinal-Großmeister Maximilien de Fürstenberg zum Ritter des Ritterordens vom Heiligen Grab zu Jerusalem ernannt und am 14. November 1981 im Kölner Dom durch Franz Hengsbach, Großprior der deutschen Statthalterei, investiert. Er war Mitglied im Deutschen Verein vom Heiligen Lande und engagierte sich für zahlreiche Sozialprojekte in Israel, Palästina (Gazastreifen/Westjordanland), Jordanien und Zypern.
Bernd Thiemann war verheiratet und Vater einer Tochter. Der Manager Gerhard Cromme sowie der Mathematiker Ludwig Cromme sind Brüder von Thiemanns Frau Hildegard.

## Ehrungen
- Großes Verdienstkreuz des Niedersächsischen Verdienstordens

## Veröffentlichungen
- Zur Identität der ostdeutschen Volksbanken und Raiffeisenbanken. Institut für Genossenschaftswesen, Münster 1993
- Die Genossenschaften an der Jahrtausendwende – Sicherung des Genossenschaftsgedankens zwischen Tradition und Moderne. Knapp, Frankfurt am Main 2000
- Beteiligung am POD Print Denken, Handeln, Gestalten. Frankfurt am Main 2000
- Bankenkrise - Siechtum mit System (mit Christian Olearius). Ausgabe 14 von Beobachtungen zur Zeit, Warburg 2012